# Adinandra gallatlyi
Adinandra gallatlyi är en tvåhjärtbladig växtart som beskrevs av R.N. Paul. Adinandra gallatlyi ingår i släktet Adinandra och familjen Pentaphylacaceae. Inga underarter finns listade i Catalogue of Life.